# Sinosenecio
 Sinosenecio  B.Nord., 1978 è un genere di piante angiosperme dicotiledoni della famiglia delle Asteraceae (sottofamiglia Asteroideae).

## Etimologia
Il nome scientifico del genere è stato definito dal botanico Rune Bertil Nordenstam (1936-) nella pubblicazione " Opera Botanica a Societate Botanica Lundensi. Lund, Copenhagen" ( Opera Bot. 44: 48) del 1978.

## Descrizione
Habitus. Le specie di questo genere hanno un habitus di tipo erbaceo perenne (raramente annue o bienni). Le superfici delle piante possono essere sia glabre che pubescenti per peli villosi o aracnoide-tomentosi, almeno nelle giovani piante.
Radici. Le radici sono secondarie da rizoma (le radici sono fibrose). Sono presenti specie stolonifere.
Fusto. La parte aerea in genere è eretta, semplice o ramosa.
Foglie. Le foglie sono sia basali (persistenti all'antesi) che cauline disposte in modo alternato e sono picciolate (a volte il picciolo è espanso in un padiglione auricolare o alato). Il contorno della lamina è intero con varie forme (cordate, rotonde, triangolari-ovare o reniformi). I margini sono interi o dentato-sinuati. Le venature sono palmate.
Infiorescenza. Le sinflorescenze sono composte da diversi capolini raccolti in corimbi panicolati. Le infiorescenze vere e proprie sono formate da un capolino terminale peduncolato di tipo radiato. Alla base dell'involucro (la struttura principale del capolino) non è presente un calice. I capolini sono formati da un involucro, con forme da cilindriche a obconico o campanulate, composto da 8 - 13 brattee, al cui interno un ricettacolo fa da base ai fiori di due tipi: quelli esterni del raggio e quelli più interni del disco. Le brattee sono disposte in modo più o meno embricato di solito su una sola serie e possono essere connate alla base. Il ricettacolo, a volte alveolato, è nudo (senza pagliette a protezione della base dei fiori ma con ciglia); la forma è convessa o piana.
Fiori.  I fiori (fiori del raggio: 6 - 18; fiori del disco: numerose) sono tetra-ciclici (formati cioè da 4 verticilli: calice – corolla – androceo – gineceo) e pentameri (calice e corolla formati da 5 elementi). Sono inoltre ermafroditi, più precisamente i fiori del raggio (quelli ligulati e zigomorfi) sono femminili; mentre quelli del disco centrale (tubulosi e actinomorfi) sono bisessuali o a volte funzionalmente maschili.
- Formula fiorale:

*/x K {\displaystyle \infty }, [C (5), A (5)], G 2 (infero), achenio
- Calice: i sepali del calice sono ridotti ad una coroncina di squame.
- Corolla: nella parte inferiore i petali della corolla sono saldati insieme e formano un tubo. In particolare le corolle dei fiori del disco centrale (tubulosi) terminano con delle fauci dilatate a raggiera con cinque brevi lobi più o meno patenti. Nella corolla dei fiori periferici (ligulati) il tubo si trasforma in un prolungamento da ligulato a filiforme, terminante con dentelli appena visibili (possono essere presenti fino a 40 venature longitudinali). Il colore delle corolle è giallo.
- Androceo: gli stami sono 5 con dei filamenti liberi. La parte basale del collare dei filamenti può essere dilatata. Le antere invece sono saldate fra di loro e formano un manicotto che circonda lo stilo. Le antere sono senza coda ("ecaudate"). La struttura delle antere è di tipo tetrasporangiato, raramente sono bisporangiate. Il tessuto endoteciale è polarizzato (ma a volte anche radiale). Il polline è tricolporato (tipo "helianthoid").[11]
- Gineceo: lo stilo è biforcato con due stigmi nella parte apicale. La forma degli stigmi varia da troncata a ottusa; possono essere ricoperti da minute papille. Le superfici stigmatiche sono confluenti o strettamente separate.  L'ovario è infero uniloculare formato da 2 carpelli.

Frutti. I frutti sono degli acheni con pappo. La forma degli acheni è cilindrica o ellittico-oblunga; la superficie è percorsa da diverse coste longitudinali e può essere glabra. Non sempre il carpoforo è distinguibile. Il pappo è formato da numerose setole capillari bianche; possono essere sia persistenti che caduche; possono inoltre essere connate alla base. A volte il pappo è eteromorfo (assente tra i fiori del raggio).

## Biologia
Impollinazione: l'impollinazione avviene tramite insetti (impollinazione entomogama tramite farfalle diurne e notturne).

Riproduzione: la fecondazione avviene fondamentalmente tramite l'impollinazione dei fiori (vedi sopra).

Dispersione: i semi (gli acheni) cadendo a terra sono successivamente dispersi soprattutto da insetti tipo formiche (disseminazione mirmecoria). In questo tipo di piante avviene anche un altro tipo di dispersione: zoocoria. Infatti gli uncini delle brattee dell'involucro (se presenti) si agganciano ai peli degli animali di passaggio disperdendo così anche su lunghe distanze i semi della pianta. Inoltre per merito del pappo il vento può trasportare i semi anche a distanza di alcuni chilometri (disseminazione anemocora).

## Distribuzione e habitat
Le specie di questo genere sono distribuite in Cina, Myanmar, Tailandia e Vietnam.

## Tassonomia
La famiglia di appartenenza di questa voce (Asteraceae o Compositae, nomen conservandum) probabilmente originaria del Sud America, è la più numerosa del mondo vegetale, comprende oltre 23.000 specie distribuite su 1.535 generi, oppure 22.750 specie e 1.530 generi secondo altre fonti (una delle checklist più aggiornata elenca fino a 1.679 generi). La famiglia attualmente (2021) è divisa in 16 sottofamiglie; la sottofamiglia Asteroideae è una di queste e rappresenta l'evoluzione più recente di tutta la famiglia.

### Filogenesi
Il genere di questa voce appartiene alla sottotribù Tussilagininae della tribù Senecioneae (una delle 21 tribù della sottofamiglia Asteroideae). La sottotribù descritta in tempi moderni da Bremer (1994), dopo le analisi di tipo filogenetico sul DNA del plastidio (Pelser et al., 2007) è risultata parafiletica con le sottotribù Othonninae e Brachyglottidinae annidiate al suo interno. Attualmente con questa nuova circoscrizione la sottotribù Tussilagininae s.s. risulta suddivisa in quattro subcladi.
Il genere di questa voce appartiene al subclade chiamato "L-C-P" (complesso Ligularia-Cremanthodium Parasenecio Liu et al., 2006) formato da una decina di generi in gran parte asiatici non tutti monofiletici. In particolare il genere di questa voce fa parte della sottotribù informale Tephroseridinae Jeffrey & Chen, 1984 composta dai generi Nemosenecio, Sinosenecio e Tephroseris. Questo assemblaggio, nidificato all'interno del complesso L-C-P, si presenta con un elevato supporto dalle analisi filogenetiche del DNA del ITS (Internal Transcribed Spacer) e del DNA del plastidio. All'interno del gruppo Nemosenecio con Sinosenecio formano un "gruppo fratello".
Diverse linee di evidenza (morfologiche, citologiche e molecolari) indicano fortemente che il genere Sinosenecio come è attualmente circoscritto non è ancora un gruppo monofiletico e necessita di una nuova circoscrizione. Analisi preliminari sembrano indicare che solamente le specie con x = 30 e con ispessimenti della parete cellulare endoteciale strettamente polari debbano essere mantenute nel genere Sinosenecio. Le altre specie andrebbero descritte in un nuovo genere o trasferite al genere Nemosenecio.
l cladogramma seguente, tratto dallo studio citato e semplificato, mostra una possibile configurazione filogenetica del gruppo (il cladogramma deriva dalle analisi del DNA dei plastidi; un cladogramma lievemente diverso si ottiene dalle analisi dal DNA del nucleo dei ribosomi).
|  | Tephroseris                                                 |
|  |                                                             |
|  | \| \| Nemosenecio \| \| \| \| \| \| Sinosenecio \| \| \| \| |
|  |                                                             |
|  | Nemosenecio                                                 |
|  |                                                             |
|  | Sinosenecio                                                 |
|  |                                                             |

|  | Nemosenecio |
|  |             |
|  | Sinosenecio |
|  |             |

|  | Tephroseris                                                 |
|  |                                                             |
|  | \| \| Nemosenecio \| \| \| \| \| \| Sinosenecio \| \| \| \| |
|  |                                                             |
|  | Nemosenecio                                                 |
|  |                                                             |
|  | Sinosenecio                                                 |
|  |                                                             |

|  | Nemosenecio |
|  |             |
|  | Sinosenecio |
|  |             |

|  | Tephroseris                                                 |
|  |                                                             |
|  | \| \| Nemosenecio \| \| \| \| \| \| Sinosenecio \| \| \| \| |
|  |                                                             |
|  | Nemosenecio                                                 |
|  |                                                             |
|  | Sinosenecio                                                 |
|  |                                                             |

|  | Nemosenecio |
|  |             |
|  | Sinosenecio |
|  |             |

|  | Tephroseris                                                 |
|  |                                                             |
|  | \| \| Nemosenecio \| \| \| \| \| \| Sinosenecio \| \| \| \| |
|  |                                                             |
|  | Nemosenecio                                                 |
|  |                                                             |
|  | Sinosenecio                                                 |
|  |                                                             |

|  | Nemosenecio |
|  |             |
|  | Sinosenecio |
|  |             |

|  | Tephroseris                                                 |
|  |                                                             |
|  | \| \| Nemosenecio \| \| \| \| \| \| Sinosenecio \| \| \| \| |
|  |                                                             |
|  | Nemosenecio                                                 |
|  |                                                             |
|  | Sinosenecio                                                 |
|  |                                                             |

|  | Nemosenecio |
|  |             |
|  | Sinosenecio |
|  |             |

|  | Tephroseris                                                 |
|  |                                                             |
|  | \| \| Nemosenecio \| \| \| \| \| \| Sinosenecio \| \| \| \| |
|  |                                                             |
|  | Nemosenecio                                                 |
|  |                                                             |
|  | Sinosenecio                                                 |
|  |                                                             |

|  | Nemosenecio |
|  |             |
|  | Sinosenecio |
|  |             |

|  | Tephroseris                                                 |
|  |                                                             |
|  | \| \| Nemosenecio \| \| \| \| \| \| Sinosenecio \| \| \| \| |
|  |                                                             |
|  | Nemosenecio                                                 |
|  |                                                             |
|  | Sinosenecio                                                 |
|  |                                                             |

|  | Nemosenecio |
|  |             |
|  | Sinosenecio |
|  |             |

|  | Tephroseris                                                 |
|  |                                                             |
|  | \| \| Nemosenecio \| \| \| \| \| \| Sinosenecio \| \| \| \| |
|  |                                                             |
|  | Nemosenecio                                                 |
|  |                                                             |
|  | Sinosenecio                                                 |
|  |                                                             |

|  | Nemosenecio |
|  |             |
|  | Sinosenecio |
|  |             |

I caratteri distintivi del genere  Sinosenecio sono:
- le foglie sono rosulate e/o cauline;
- le venature sono palmate;
- i capolini sono piccoli;
- il pappo è sempre presente.

Il numero cromosomico delle specie di questo genere è: 2n = 46, 48 e 60 (raramente 26).

### Elenco delle specie
Questo genere ha 44 specie:
- Sinosenecio albonervius  Ying Liu & Q.E.Yang
- Sinosenecio baojingensis  Ying Liu & Q.E.Yang
- Sinosenecio bodinieri (Vaniot) B.Nord.
- Sinosenecio changii (B.Nord.) B.Nord.
- Sinosenecio chienii (Hand.-Mazz.) B.Nord.
- Sinosenecio confervifer (H.Lév.) Ying Liu & Q.E.Yang
- Sinosenecio cyclaminifolius (Franch.) B.Nord.
- Sinosenecio denticulatus  J.Quan Liu
- Sinosenecio dryas (Dunn) C.Jeffrey & Y.L.Chen
- Sinosenecio eriopodus  C.Jeffrey & Y.L.Chen
- Sinosenecio euosmus (Hand.-Mazz.) B.Nord.
- Sinosenecio fangianus  Y.L.Chen
- Sinosenecio fanjingshanicus  C.Jeffrey & Y.L.Chen
- Sinosenecio globigerus (C.C.Chang) B.Nord.
- Sinosenecio guangxiensis  C.Jeffrey & Y.L.Chen
- Sinosenecio hederifolius (Dümmer) B.Nord.
- Sinosenecio homogyniphyllus (Cumm.) B.Nord.
- Sinosenecio hunanensis (Y.Ling) B.Nord.
- Sinosenecio hupingshanensis  Ying Liu & Q.E.Yang
- Sinosenecio jiangxiensis  Ying Liu & Q.E.Yang
- Sinosenecio jishouensis  D.G.Zhang, Ying Liu & Q.E.Yang
- Sinosenecio jiuhuashanicus  C.Jeffrey & Y.L.Chen
- Sinosenecio latouchei (Jeffrey) B.Nord.
- Sinosenecio leiboensis  C.Jeffrey & Y.L.Chen
- Sinosenecio lingularioides (Hand.-Mazz.) B.Nord.
- Sinosenecio nanchuanicus  Z.Y.Liu, Ying Liu & Q.E.Yang
- Sinosenecio oldhamianus (Maxim.) B.Nord.
- Sinosenecio ovatifolius  C.Y.Zou, Yan Liu & Ying Liu
- Sinosenecio palmatisectus  C.Jeffrey & Y.L.Chen
- Sinosenecio peltatus  Ying Liu & Q.E.Yang
- Sinosenecio phalacrocarpoides (C.C.Chang) B.Nord.
- Sinosenecio phalacrocarpus (Hance) B.Nord.
- Sinosenecio rotundifolius  Y.L.Chen
- Sinosenecio saxatilis  Y.L.Chen
- Sinosenecio septilobus (C.C.Chang) B.Nord.
- Sinosenecio sichuanicus  Ying Liu & Q.E.Yang
- Sinosenecio subcoriaceus  C.Jeffrey & Y.L.Chen
- Sinosenecio subrosulatus (Hand.-Mazz.) B.Nord.
- Sinosenecio sungpanensis (Hand.-Mazz.) B.Nord.
- Sinosenecio trinervius (C.C.Chang) B.Nord.
- Sinosenecio villiferus (Franch.) B.Nord.
- Sinosenecio wuyiensis  Y.L.Chen
- Sinosenecio yilingii  Ying Liu & Q.E.Yang